# 湖南省宁乡市人民法院
湖南省宁乡市人民法院，原湖南省宁乡县人民法院，是中华人民共和国湖南省宁乡市的地方审判机关。

## 沿革
1949年11月，宁乡县人民法院成立。1953年，在王家湾、黄材、老粮仓、双凫铺设置巡回法庭，翌年在县垣设置巡回法庭。1955年起，巡回法庭相继改为人民法庭。1961年，时任国家主席刘少奇回宁乡调查时指出：“多建几个分庭，便于群众诉讼。”是年增设巷子口、流沙河、双江口等5个人民法庭。1964年，全县成立13个人民法庭。文化大革命开始后，法院机构瘫痪。1973年5月，宁乡县人民法院得以恢复。当年7月，恢复刑事、民事审判庭，并相继在区、镇恢复和建立人民法庭。1981年，增设经济审判庭。1984年，增设执行庭和刑事审判二庭。1987年，增设行政审判庭。2002年，将原有的基层法庭撤并为5个中心法庭。2011年增设金洲人民法庭。2017年12月，宁乡撤县设市，机构随之更名为湖南省宁乡市人民法院。